# Potência motriz
Em termodinâmica, potência motriz (algumas vezes força motriz) é um agente, como água ou vapor, usado para transmitir movimento. Geralmente, a potência motriz é definida como um agente natural, como água, vapor, vento, eletricidade, etc, usado para transmitir movimento para Máquina. O termo também pode definir alguma coisa, como uma locomotiva ou um motor, que fornece a potência motriz de um sistema. No uso atual, potência motriz pode ser pensada como um sinônimo para qualquer um "trabalho", i.e. força vezes a distância, ou "potência", produzindo um efeito de movimento, dependendo do contexto da discussão.